# Madirac
Madirac é uma comuna francesa na região administrativa da Nova Aquitânia, no departamento da Gironda. Estende-se por uma área de 1,86 km². Em 2010 a comuna tinha 265 habitantes (densidade: 142,5 hab./km²).